# Eriozona himalayensis
Eriozona himalayensis är en tvåvingeart som beskrevs av Kohli, Kapoor och Gupta 1988. Eriozona himalayensis ingår i släktet barrblomflugor, och familjen blomflugor. Inga underarter finns listade i Catalogue of Life.